# Erebia pellene
Erebia pellene är en fjärilsart som beskrevs av Hans Fruhstorfer 1917. Erebia pellene ingår i släktet Erebia och familjen praktfjärilar. Inga underarter finns listade i Catalogue of Life.